# 副本 (文件)

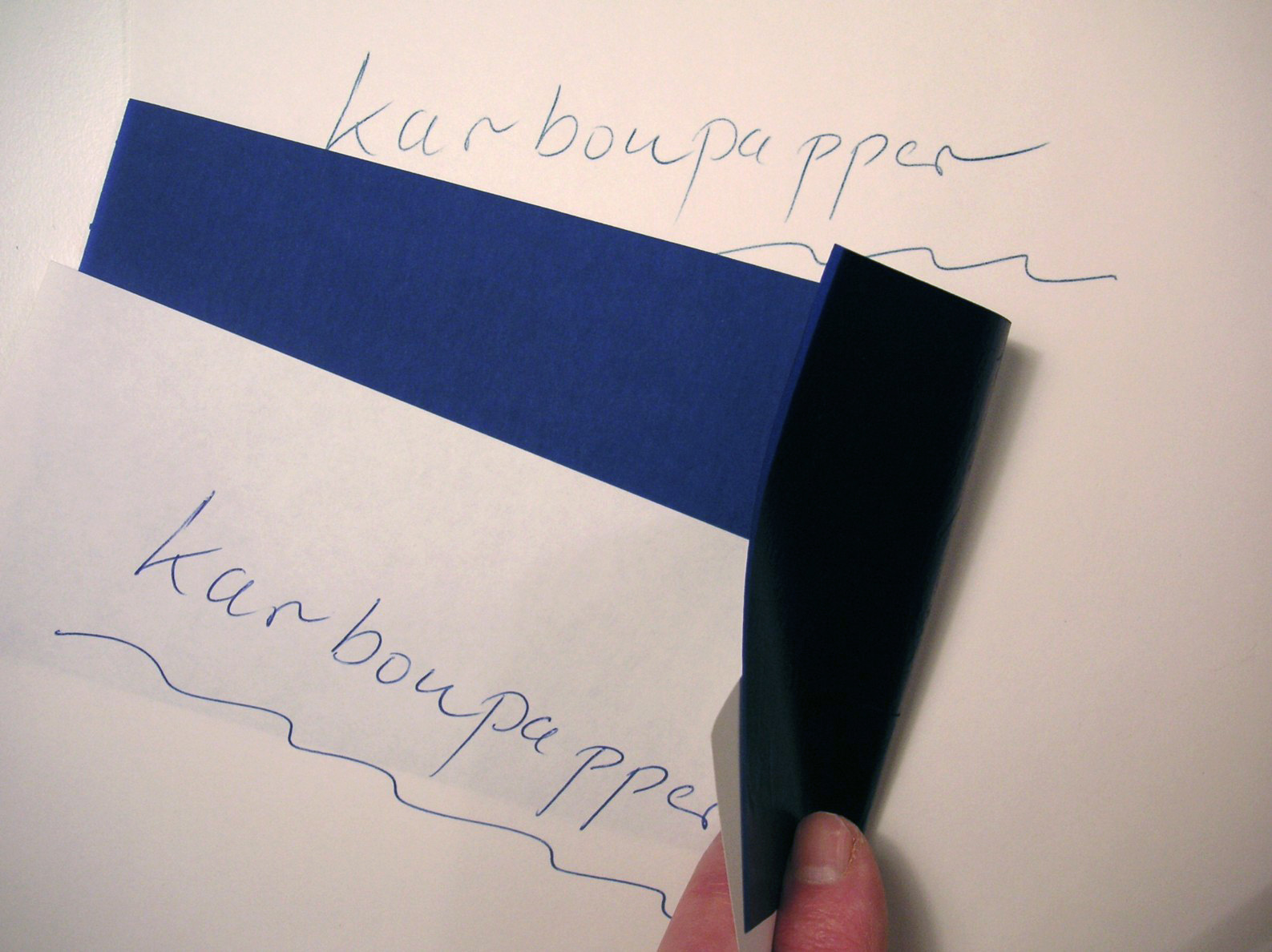
壓在碳式複寫紙下面的副本

副本是指放置在碳式複寫紙下的文件或紙張。文字处理器以及电子邮件出現後，向收件人以外的人發送的文件也被叫做副本，發送副本的過程也叫作抄送。